# Rama VI

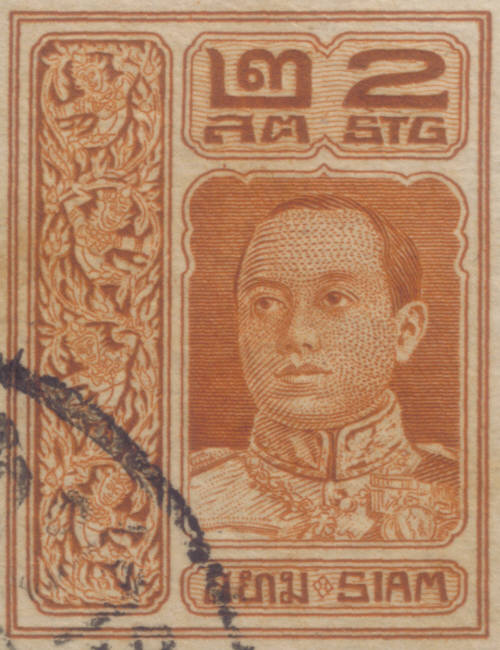
Rama VI (postzegel)

Phra Mongkut Klao Chaoyuhua (Bangkok, 1 januari 1881 - aldaar, 25 november 1925), beter bekend als Rama VI of koning Vajiravudh, was de zesde koning (rama) van de Chakri-dynastie in Thailand. Hij volgde zijn vader Rama V op na diens dood en regeerde van 2 december 1910 tot zijn dood op 26 november 1925.

## Jeugd
Hij werd geboren als tweede zoon van koning Rama V. Zijn moeder was koningin Saovabha. Prins Vajiravudh volgde zijn opleiding in Groot-Brittannië aan de Militaire Academie Sandhurst en in Oxford. Hij had van jongs af aan een grote liefde voor poëzie en literatuur in zowel het Thai als het Engels. In 1895 werd Vajiravudh, na de dood van zijn halfbroer, kroonprins Maha Vajirunhis, benoemd tot kroonprins.

## Koning
De kroning van Vajiravudh, die plaatsvond in Bangkok op 2 december 1911, werd groots aangepakt. Uit vele landen in de hele wereld kwamen leden van de verschillende koningshuizen en andere gezagsbekleders. Zelfs de Russische juweliers, de gebroeders Fabergé, kwamen over om tijdelijk een winkel te openen in het Oriental hotel.
Koning Vajiravudh vertaalde drie werken van William Shakespeare in het Thais ('The merchant of Venice', 'As you like it' en 'Romeo and Juliet') en ontwikkelde een systeem voor de vertaling van het Engels in het Thai. De koning vertaalde ook diverse korte verhalen van Agatha Christie in het Thai (hij vertaalde Christie's korte verhalen, die gepubliceerd werden in The Sketch Magazine). Zijn liefde voor traditioneel Thais ballet zorgde voor vele gepubliceerde studies over dit onderwerp en legde de basis voor later studies over deze kunst. Hij introduceerde ook een lagereschoolopleiding voor de hele bevolking, voerde achternamen in voor iedereen en introduceerde ook de voetbalsport. Hij moedigde Thaise vrouwen ook aan om hun haar in oude traditie lang te laten groeien.
De koning verklaarde in 1916 de oorlog aan Duitsland en stuurde Thaise troepen om te vechten in Frankrijk, hierbij verloren vele Thaise soldaten het leven. In Bangkok is er een monument voor hen opgericht, het Anusouwaree (overwinnings) monument.

## Opvolging
Koning Vajiravudh stierf op 25 november 1925 op 44-jarige leeftijd. Hij werd opgevolgd door zijn jongere broer, koning Prajadhipok (Rama VII). Omdat zijn zoon, kroonprins Asdang Dejavudh, prins van Nakhon Ratchasima, negen maanden eerder plotseling was overleden, werd prins Prajadhipok de volgende in lijn voor de opvolging. Phra Nang Chao Suvadhana, de echtgenote van de koning, was wel in verwachting en indien het een jongen was zou hij de opvolger worden. Eén dag voor de dood van koning Vajiravudh beviel zij van een dochter, Bejaratana Rajasuda (1925-2011), die geen opvolgingsrecht kreeg.